# Tussenhausen
Tussenhausen – gmina targowa w Niemczech, w kraju związkowym Bawaria, w rejencji Szwabia, w regionie Donau-Iller, w powiecie Unterallgäu. Leży w Szwabii, około 8 km na północny wschód od Mindelheim.

## Dzielnice
Gmina składa się z czterech dzielnic: Mattsies, Tussenhausen, Zaisertshofen i Ziegelstadel.

## Demografia
| Rok  | Liczba mieszk. |
| ---- | -------------- |
| 1970 | 2 091          |
| 1987 | 2 360          |
| 2000 | 2 874          |

## Polityka
Wójtem gminy jest Johannes Ruf (FWG), rada gminy składa się z 14 osób.
|      | FWG Zaisertshofen | DG Mattsies | WG | FW | Razem |
| 2008 | 5                 | 4           | 3  | 2  | 14    |
| 2002 | 4                 | 4           | 4  | 2  | 14    |